# Fibrillation ventriculaire
 (janvier 2015).
Si vous disposez d'ouvrages ou d'articles de référence ou si vous connaissez des sites web de qualité traitant du thème abordé ici, merci de compléter l'article en donnant les références utiles à sa vérifiabilité et en les liant à la section « Notes et références ».
 Mise en garde médicale
La fibrillation ventriculaire (FV) est un trouble du rythme cardiaque correspondant à la contraction rapide, désorganisée et inefficace des ventricules cardiaques. Ce qui veut dire que le cœur ne bat plus comme d'habitude, il ne pompe plus, il tremble.  
Lors d'une FV, la perte de conscience est généralement immédiate. C'est une cause, sinon la principale cause d'arrêt cardiaque et de mort subite. Sans intervention médicale spécialisée, la mort survient en quelques minutes si aucun traitement n'est administré.

## Électrocardiogramme

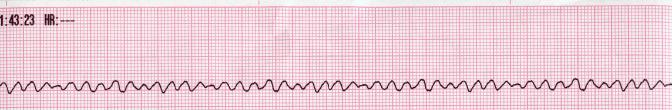
Fibrillation ventriculaire

L'ECG enregistre une activité ventriculaire rapide et irrégulière prenant un aspect d'ondulations plus ou moins fines, mais sans complexes QRS organisés.

## Causes

### Causes cardiaques
Elles sont identiques à celles des extrasystoles et des tachycardies ventriculaires.
Au premier rang se trouve l'infarctus du myocarde, la fibrillation ventriculaire étant une complication de la phase aigüe. On trouve ensuite les insuffisances cardiaques, une embolie pulmonaire massive, tout état de choc.
Exceptionnels sont les cas de fibrillation ventriculaire « primaire » sur cœur sain induisant une mort subite inopinée chez un patient ne présentant pas de cardiopathie.

### Causes non cardiaques
La survenue d'une fibrillation ventriculaire est possible en cas d'insuffisance respiratoire aigüe, de dyskaliémie (hypo- ou hyperkaliémie), d'hypothermie, d'électrisation.

## Traitement

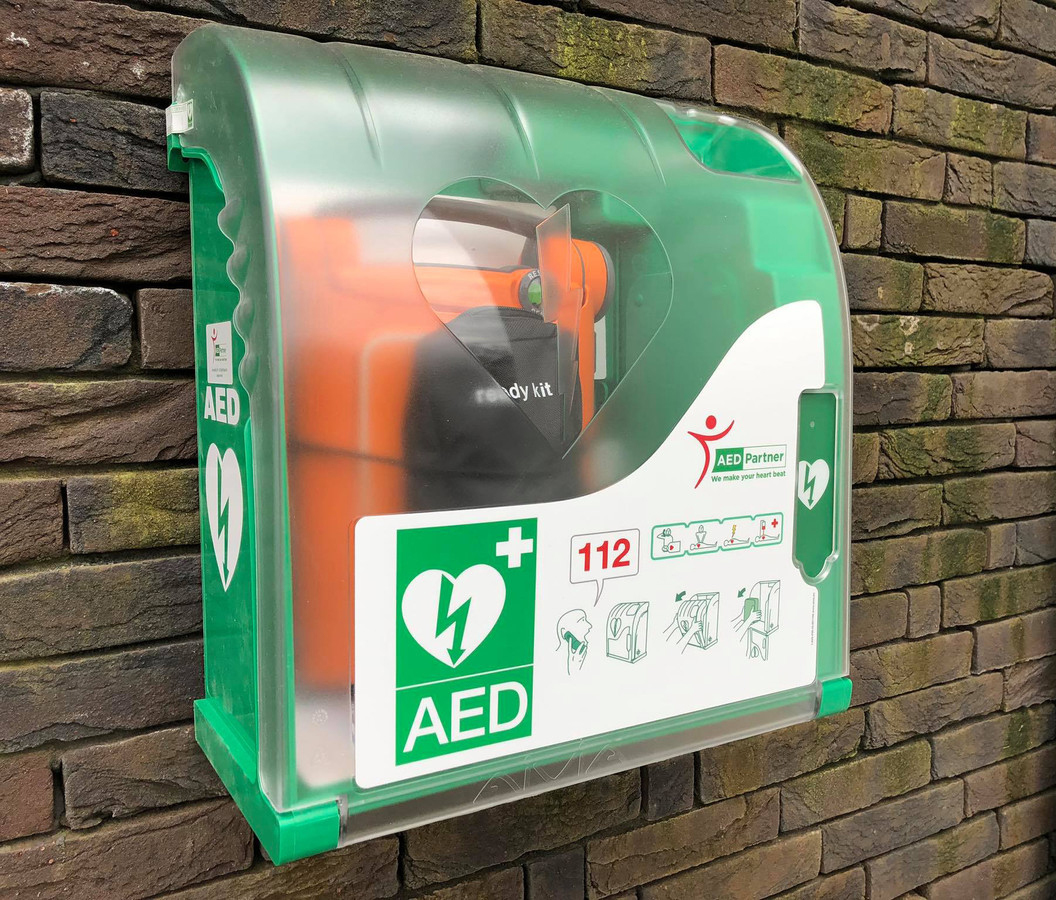
Défibrillateur prêt à l'emploi pouvant être trouvé dans un lieu public.

La prise en charge d'une fibrillation ventriculaire a fait l'objet de la publication de recommandations. Celles de l'European Society of Cardiology ont été mises à jour en 2022.
Un choc électrique externe doit être réalisé dans les plus brefs délais.
En l'absence de défibrillateur, les manœuvres de réanimation conventionnelles, associant massage cardiaque externe et ventilation contrôlée, devront être rapidement débutées jusqu'à ce que la défibrillation puisse être entreprise.